# Mode fonctionnel de santé
Le mode fonctionnel de santé est un concept utilisé en soins infirmiers. Le mode fonctionnel de santé peut désigner une fonction physiologique, une fonction sociale, un mode de fonctionnement social ou un système d'organes dans le contexte de système structurel.
Ensemble, les modes fonctionnels de santé représentent une grille et proposent la taxinomie des réactions humaines organisées au sein de onze sous-groupes.
Ils font partie des courants de pensée infirmière et sont proposés par Marjory Gordon depuis 1982.
Cette taxinomie est aussi employée dans le classement des diagnostics infirmiers.

## Classification des modes fonctionnels
1. Perception et gestion de la santé
2. Nutrition et métabolisme
3. Élimination
4. Activité et exercice
5. Sommeil et repos
6. Cognition et perception
7. Perception de soi
8. Relation et rôle
9. Sexualité et reproduction
10. Adaptation et tolérance au stress
11. Valeurs et croyances